# Parningsläte

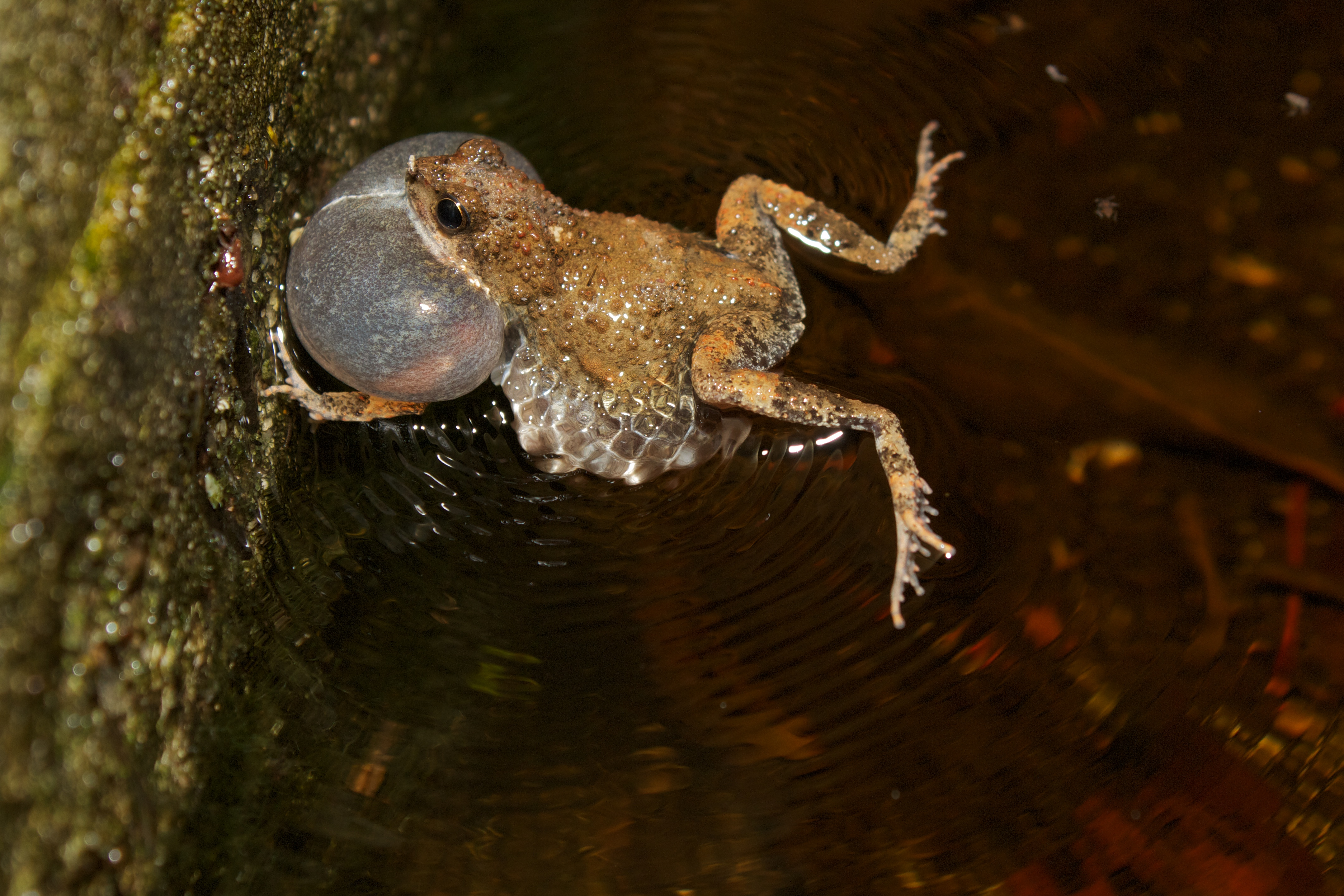
Tungaragroda (Engystomops pustulosus) som utstöter parningsläte via sin uppblåsta strupsäck.

Parningsläte är ett läte hos djur, där en individ lockar till parning. Fenomenet är vanligast hos djurhanar.
Många fågelarter har olika typer av parningsläten, inklusive det välkända kokoandet hos gökar. Stridulation, ljud som åstadkoms genom att kroppsdelar gnids mot varandra, kan användas som parningsläte, varningsläte eller för hävdandet av ett revir.
Olika typer av mekanismer finns för att frambringa parningsläten, vilka kan delas in i vokaliseringar och mekaniska lockrop. Vokaliseringar kan beskrivas som ljud som produceras med struphuvudet; dessa är vanliga hos fåglar, däggdjur, groddjur och insekter. Mekaniska lockrop syftar på alla typer av ljud som djuret frambringar med särskilda kroppsdelar eller kommunikationsverktyg och med potentiella partners som mål. Detta inkluderar syrsor som skakar sina vingar, fåglar som slår med fjädrarna och grodor som använder en strupsäck istället för lungor.